# بيكارديا
بيكارديا أو بيكرديا أو بيكاردية (بالفرنسية: la Picardie) هي واحدة من 26 منطقة في فرنسا. وهي مقسمة إلى 3 محافظات هي إيسن وإين والسوم.

## أعلام
- فليب دو بومانوار
- إليجاه كاري
- جورج بروكس